# Związek żydowskich policjantów
Związek żydowskich policjantów (tyt. oryg. The Yiddish Policemen's Union) – powieść Michaela Chabona, wyróżniona w roku 2008 nagrodami: Hugo, Locus, Nebula oraz Sidewise. Wydana w 2007 r. przez oficynę HarperCollins, w Polsce ukazała się nakładem wydawnictwa W.A.B. w 2009 r.
Powieść, owoc pięciu lat pracy autora, okazała się wielkim sukcesem. Oprócz wymienionych nagród otrzymała także nominacje do nagrody im. Edgara Allana Poego oraz nagrody BSFA.

## Treść
Zagrożony eksterminacją naród żydowski, w obliczu II wojny światowej i zniszczenia państwa Izrael, otrzymał od państwa amerykańskiego prawo do czasowego użytkowania okolic miasta Sitka na terytorium stanu Alaska. Kilkadziesiąt lat życia w trudnych warunkach to historia niełatwego współżycia z tubylczymi Tlingitami i słabnącego pionierskiego zapału. Gdy upływa powoli 60-letni okres dzierżawy, Żydzi w większości pragną stąd wyemigrować.
Jednak inspektor śledczy Mejer Ladsman, policjant w typie chandlerowskim (rozwiedziony alkoholik), musi wykonywać swoją robotę. Aktualnie jest to sprawa morderstwa anonimowego szachisty narkomana, zastrzelonego w hotelu, w którym mieszka Ladsman. W śledztwie pomaga mu partner, pół-Żyd, pół-Tlingit, Miśko Szemec, zaś formalnie przeszkadza przełożona, była żona, Bina Gelbfisz. Nie zważając na biurokratyczne zakazy detektyw drąży sprawę szachisty, który okazuje się zaginionym przed laty jedynym synem potężnego chasydzkiego rabina. Tropy prowadzą do tajnego ośrodka, w którym przygotowuje się powrót Żydów do Palestyny, a ofiara – Mendel Szpilman – okazuje się najważniejszym elementem planu: potencjalnym, oczekiwanym przez Żydów raz na pokolenie, cadykiem-ha dor. Patronem planu jest rząd USA. Zawiłe śledztwo ujawnia, iż zamieszani w zdarzenia byli bliscy samych śledczych, ojciec Miśka – dawny agent federalny i stary przyjaciel ojca Mejera, Litwak. Także tragiczna niedawna śmierć siostry Mejera, Naomi, okazuje się elementem układanki.